# Wojciech Zgliczyński
Wojciech Stanisław Zgliczyński (ur. 19 stycznia 1957 w Warszawie) – polski lekarz internista i endokrynolog, nauczyciel akademicki, profesor nauk medycznych.

## Życiorys
W 1983 ukończył studia w I Wydziale Lekarskim Akademii Medycznej w Warszawie. W 1987 uzyskał specjalizację I stopnia, a następnie w 1993 specjalizację II stopnia w dziedzinie chorób wewnętrznych i w 1995 specjalizację II stopnia w dziedzinie endokrynologii.
Stopień doktora nauk medycznych uzyskał w 1986 w Centrum Medycznym Kształcenia Podyplomowego na podstawie rozprawy pt. Wpływ jednorazowej dawki etanolu na czynność układu podwzgórzowo-przysadkowo-gonadowego u kobiet. W 2004 w tej samej uczelni uzyskał stopień doktora habilitowanego na podstawie pracy pt. Ocena wyników rozpoznawania i leczenia rzadkich chorób układu podwzgórzowo-przysadkowego. W 2014 otrzymał tytuł naukowy profesora
Od 1983 zawodowo związany z Centrum Medycznego Kształcenia Podyplomowego i Szpitalem Bielańskim. Od 2005 pełni funkcję kierownika Kliniki Endokrynologii Centrum Medycznego Kształcenia Podyplomowego. W kadencji 2016-2020 pełnił funkcję Zastępcy Dyrektora ds. Klinicznych tej uczelni. W dniu 25 września 2024 wybrany przez Radę Naukową CMKP na stanowisko Zastępcy Dyrektora - Prorektora ds. Kadr w kadencji 2024-2028.
Ponadto od 2007 sprawuje obowiązki zastępcy dyrektora Szpitala Bielańskiego ds. klinicznych. 
Członek państwowych komisji egzaminujących w zakresie endokrynologii i chorób wewnętrznych. Kierownik i organizator kursów specjalizacyjnych i atestacyjnych dla lekarzy specjalizujących się w chorobach wewnętrznych oraz endokrynologii. Opiekun lekarzy specjalizujących się w endokrynologii.
Członek Zarządu Głównego i przewodniczący oddziału warszawskiego Polskiego Towarzystwa Endokrynologicznego. Członek kilku innych towarzystw naukowych w tym m.in. Polskiego Towarzystwa Menopauzy i Andropauzy, Polskiego Towarzystwa Neuroendokrynologii, International Endocrine Society, European Neuroendocrine Association i International Menopause Society. 
Od 1 stycznia 2014 pełni funkcję konsultanta wojewódzkiego w dziedzinie endokrynologii dla województwa mazowieckiego.
Autor lub współautor ponad 300 publikacji, w tym monografii i wydawnictw książkowych. Redaktor dwutomowego podręcznika pt. Endokrynologia wydanego w ramach podręcznika pt. Wielka interna dla lekarzy i studentów medycyny.

## Odznaczenia
- Krzyż Oficerski Orderu Odrodzenia Polski (2017)[16]
- Krzyż Kawalerski Orderu Odrodzenia Polski (2010)[17]
- Odznaka Honorowa „Za Zasługi dla Ochrony Zdrowia” (2010)
- Medal Komisji Edukacji Narodowej (2008)
- Złoty Krzyż Zasługi (2005)[18]

## Rodzina
Jest wnukiem Stanisława Zgliczyńskiego i Marii Gościckiej, synem Stefana Zgliczyńskiego i Barbary Bojanowskiej. Jest żonaty z Aliną Polikarską, z którą ma troje dzieci: Wojciecha, Magdalenę i Stanisława.